# Max Schirschin
Max Schirschin, né le 29 janvier 1921 à Kranowitz en Haute-Silésie, République de Weimar (aujourd'hui Krzanowice en Pologne), et mort le 11 mai 2013 à Bois-Guillaume-Bihorel, est un footballeur et entraîneur allemand.

## Biographie
Ancien joueur du FC Schalke 04 de Gelsenkirchen en Allemagne, Schirschin est enrôlé dans l'armée allemande au cours de la Seconde Guerre mondiale. Combattant sur le front russe, il est fait prisonnier et se trouve emprisonné en 1944 à Hyères, dans le sud de la France. 
À la Libération, il décide de rester en France et continue à jouer au football dans le club amateur d'Ollioules. Il y est remarqué en 1947 par hasard par un dirigeant du SCO Angers, club de deuxième division, qui lui fait signer un contrat professionnel. Il impose rapidement sa ténacité et son endurance, d'abord comme demi-centre puis comme défenseur. Il est recruté l'année suivante par le Havre AC, un des meilleurs clubs de D2, puis en 1950 par le FC Rouen. Défenseur opiniâtre, il évolue cinq saisons sous le maillot du FCR, brillant par son abnégation et son sens du placement. 
En 1955, il commence une carrière d'entraîneur à la tête du USM El Harrach, à Alger, puis à l'US Fécamp. En 1958, il revient finalement au FC Rouen. Malgré un effectif limité (il lui arrive de rechausser les crampons pour compenser les absences de ses joueurs jusqu'en 1961), il parvient à faire remonter les Diables rouges dans l'élite dès sa deuxième année sur le banc, et surtout connaît trois belles saisons en première division (dont une quatrième place en 1961), en formant et faisant confiance aux jeunes joueurs du club (Philippe Poulain, Daniel Druda, Patrice Rio, Jean-Pierre Destrumelle...). Les mauvais résultats de son équipe à l'automne 1963 et les relations difficiles entretenues avec Yvon Goujon, ancien international français tout juste recruté, provoque son licenciement en janvier 1964. 
Il quitte alors la France et part diriger deux équipes en Belgique et aux Pays-Bas, KAA La Gantoise et le Fortuna Sittard. En 1966, il est nommé à la tête du FC Metz, club de D2 qu'il fait remonter dans l'élite. En décembre 1967, il est rejoint sur le banc par René Fuchs, alors que les résultats se dégradent et que l'équipe s'approche de la zone de relégation. En 1968, il retourne au Havre AC, tombé en Division d'Honneur de Normandie. Il fait remonter le club en deuxième division mais ne parvient à y assurer le maintien de l'équipe, et doit quitter son poste après la relégation des Havrais en 1971. En novembre 1971, il est appelé au chevet de son club de cœur, le FC Rouen, à la suite du licenciement de Pierre Tournier. Il termine la saison à une honorable 4e place et arrête là sa carrière.

## Carrière

### Joueur
- 1936-1937 : Kranowitz 05
- 1937-1939 : SpVgg Ratibor 03
- 1939-1940 : FC Schalke 04
- 1946-1947 : FC Ollioules
- 1947-1948 : SCO Angers
- 1948-1950 : Le Havre AC
- 1950-1955 : FC Rouen

### Entraîneur
- 1955-1957 : USM Maison-Carrée (entraîneur-joueur)
- 1957-1958 : US Fécamp (entraîneur-joueur)
- 1958-janvier 1964 : FC Rouen (entraîneur-joueur jusqu'en 1961)
- 1964-1965 : KAA La Gantoise
- 1965-1966 : Fortuna Sittard
- 1966-1968 : FC Metz (avec René Fuchs à partir de décembre 1967)
- 1968-1971 : Le Havre AC
- novembre 1971-1972 : FC Rouen